# DDR-Badmintonmeisterschaft 1967
Die DDR-Badmintonmeisterschaft 1967 fand vom 22. bis zum 23. April 1967 in Leipzig statt. Es war die 7. Austragung der Titelkämpfe.

## Medaillengewinner
| Disziplin    | Gold                                                        | Silber                                                  | Bronze                                           |
| ------------ | ----------------------------------------------------------- | ------------------------------------------------------- | ------------------------------------------------ |
| Herreneinzel | Gottfried Seemann (Aktivist Tröbitz)                        | Klaus Katzor (Aktivist Tröbitz)                         | Joachim Schimpke (Aktivist Tröbitz)              |
| Herreneinzel | Gottfried Seemann (Aktivist Tröbitz)                        | Klaus Katzor (Aktivist Tröbitz)                         | Lothar Diehr (EBT Berlin)                        |
| Dameneinzel  | Ruth Preuß (Einheit Kyritz)                                 | Rita Gerschner (Aktivist Tröbitz)                       | Beate Herbst (HSG DHfK Leipzig)                  |
| Dameneinzel  | Ruth Preuß (Einheit Kyritz)                                 | Rita Gerschner (Aktivist Tröbitz)                       | Gudrun Hensel (Motor Zittau)                     |
| Herrendoppel | Gottfried Seemann Erich Wilde (Aktivist Tröbitz)            | Klaus Katzor Joachim Schimpke (Aktivist Tröbitz)        | Bernd Taubert Klaus Engelmann (Motor Zittau)     |
| Herrendoppel | Gottfried Seemann Erich Wilde (Aktivist Tröbitz)            | Klaus Katzor Joachim Schimpke (Aktivist Tröbitz)        | Gerd Pigola Volker Herbst (HSG DHfK Leipzig)     |
| Damendoppel  | Ruth Preuß Beate Herbst (Einheit Kyritz / HSG DHfK Leipzig) | Rita Gerschner Annemarie Seemann (Aktivist Tröbitz)     | Brigitte Plaxin Gudrun Hensel (Motor Zittau)     |
| Damendoppel  | Ruth Preuß Beate Herbst (Einheit Kyritz / HSG DHfK Leipzig) | Rita Gerschner Annemarie Seemann (Aktivist Tröbitz)     | Ute Reißmann Karin Hellinger (Motor Glauchau)    |
| Mixed        | Gottfried Seemann Rita Gerschner (Aktivist Tröbitz)         | Klaus Basdorf Ruth Preuß (Post Berlin / Einheit Kyritz) | Bernd Winter Adelheid Winter (Fortschritt Greiz) |
| Mixed        | Gottfried Seemann Rita Gerschner (Aktivist Tröbitz)         | Klaus Basdorf Ruth Preuß (Post Berlin / Einheit Kyritz) | Horst Hensel Gudrun Hensel (Motor Zittau)        |